# Katharina von Nassau-Beilstein
Katharina von Nassau-Beilstein († 6. September 1459) war die Tochter von Heinrich II. von Nassau-Beilstein und durch Ehe Gräfin von Hanau.
Sie heiratete am 18. Januar 1407 Reinhard II. von Hanau, der 1429 der erste Graf von Hanau wurde.  Aus dieser Ehe gingen hervor:
1. Katharina (* 25. Januar 1408; † 25. September 1460)

⚭ I) 1421 Graf Thomas II. von Rieneck (* vor 1408; † 8. Februar 1431),
⚭ II) 1432/34 mit Graf Wilhelm II. von Henneberg-Schleusingen (* 14. März 1415; † 8. Januar 1444 beim Jagdunfall)
1. Anna (* 15. Juni 1409), nach 1439 Äbtissin des Klosters Patershausen
2. Margarethe (* 1411; † 29. April 1441), ⚭ 1440 Gottfried VIII. von Eppstein († 1466)
3. Reinhard III. (* 22. April 1412; † 20. April 1452), folgt seinem Vater 1451 in der Regierung der Grafschaft Hanau
4. Elisabeth (* 1416; † 20. Februar 1446), ⚭ Wild- und Rheingraf Johann IV. von Dhaun
5. Philipp I. (* 8. November 1417; † 10. Mai 1480), Begründer der Linie Hanau-Lichtenberg (1458)

Nach dem frühen Tod ihres ältesten Sohnes Reinhard III. im Jahre 1452 übernahm sie für dessen Sohn Philipp, zusammen mit dessen Großvater mütterlicherseits, Pfalzgraf Otto I. von Pfalz-Mosbach, und ihrem jüngsten Sohn, Philipp I. (dem Älteren), die Vormundschaft bis zur Landesteilung 1458. Danach wurde Philipp I. der Ältere zum alleinigen Vormund bestellt, und Katharina schied aus der Vormundschaft aus.
In der Auseinandersetzung um die Landesteilung vertrat Katharina die Position, dass die Landesteilung, die ihrem Sohn eine Heirat ermöglichte und damit die Chancen auf Fortbestehen des Hauses Hanau erhöhte, der strikten Befolgung der Primogenitur vorzuziehen sei. Katharina konnte es gleichgültig sein, ob ihr zweitgeborener Sohn, Philipp I. der Ältere, oder ihr Enkel, Philipp I. der Jüngere, die Linie fortsetzte. Sie schätzte die Gefahr für den Bestand des Hauses Hanau geringer ein, wenn dem zeugungsfähigen Philipp I. dem Älteren schnellstmöglich eine Heirat ermöglicht würde, statt dafür einzig auf den damals erst vierjährigen Philipp I. den Jüngeren zu setzen.
Katharina starb am 6. September 1459 und wurde in der Marienkirche in Hanau beigesetzt.